# 2023-as magyarországi vasútbezárások
A MÁV 2023. július 21-én sajtóközleményben jelentette be, hogy 2023. augusztus 1-én 10 magyarországi vasútvonalon és vonalszakaszon leállítja a vasúti személyszállítást. Az intézkedést a MÁV jármű- és személyzethiánnyal indokolta, és hangsúlyozta, hogy az általuk "közlekedési módváltásnak" nevezett újabb leépítést nem a korábbi napok utassérüléssel járó eseményei indokolták. A MÁV-Volán csoport vezérigazgatója, Pafféri Zoltán szerint a 2023-as év végéig dől el, hogy mely szárnyvonalakon állítják vissza a vasúti személyszállítást, és melyeken marad a pótlóbuszos szolgáltatás, bár az egyedi döntések hátterét nem ismertette.
A szolgáltatás hosszú távú szüneteltetése több olyan vonalat is érint, amelyeken a második Orbán-kormány 2010 után indította újra a közforgalmú személyszállítást.
A bejelentést követően a MÁV-ot és a szolgáltatást megrendelő Építési és Közlekedési Minisztériumot közlekedésszakmai és politikai kritika érte. Az átszervezés szakmai kritikusai szerint mindössze 5 darab Bz-motorvonat fog a bezárások következtében felszabadulni,[forrás?] így az érdemi javulást nem jelent majd a járműhelyzet terén. Vitézy Dávid korábbi államtitkár azt is kifogásolta, hogy a személyforgalom szüneteltetését nem a megrendelő (a minisztérium), hanem a szolgáltató (a MÁV-START) jelentette be. A Közlekedő Tömeg egyesület arra is felhívta a figyelmet, hogy több vonal esetén a szolgáltatás megszüntetése szakmailag nehezen indokolható:
- A vonatok helyett beállított pótlóbuszok és a vonat menetideje között számos helyen pár perc a menetidő-különbség, míg Tiszaújváros felé 17, Komló felé pedig 24 perccel növekszik a menetidő.
- Július 31-én fejeződött be a Aszód–Balassagyarmat–Ipolytarnóc-vasútvonal Nógrádszakál és Ipolytarnóc közötti szakaszának júniusi villámárvíz utáni helyreállítása, mely során a teljes vasúti pályát újjá kellett építeni, ennek ellenére augusztus elejéről Balassagyarmat és Ipolytarnóc között sem lesz személyszállítás.
- A Mátészalka–Csenger-vasútvonalon jelenleg is zajlik Csenger vasútállomásának felújítása, míg az állomás utasforgalma augusztus 1-jén megszűnt.
- Az érintett vasútvonalak közül Dombóvár–Komló-vasútvonalon másfél éve került bevezetésre egy napi 2 helyett 5-6 pár vonatot tartalmazó menetrend, míg Csenger térsége közvetlen debreceni kapcsolatot kapott – ennek megfelelően mindkét vonalon emelkedett az utasszám.[6]

## Az érintett vonalak
A MÁV bejelentése szerint 2023 augusztus 1-jétől az alábbi vonalakon (buszos pótlás mellett) a közszolgáltatási szerződésben megrendelt vasúti közforgalmú személyszállítás határozatlan ideig szünetel:
- 38-as számú Nagyatád–Somogyszob-vasútvonal
- 47-es számú Dombóvár–Komló-vasútvonal
- 78-as számú Balassagyarmat–Ipolytarnóc-vasútvonal (az Aszód–Balassagyarmat–Ipolytarnóc-vasútvonal része)
- 89-es számú Nyékládháza–Tiszaújváros-vasútvonal
- 98-as számú Abaújszántó–Hidasnémeti-vasútvonal (a Szerencs–Hidasnémeti-vasútvonal része)
- 103-as számú Karcag–Tiszafüred-vasútvonal
- 114-es számú Mátészalka–Csenger-vasútvonal
- 121-es számú Újszeged–Mezőhegyes (a Kétegyháza–Újszeged-vasútvonal része)
- 125-ös számú Mezőhegyes–Battonya-vasútvonal (a Mezőtúr–Battonya-vasútvonal része)
- 146-os számú Kunszentmárton–Lakitelek-vasútvonal (a Kiskunfélegyháza–Kunszentmárton-vasútvonal része)

Az iho.hu közlekedési portálon 2023 augusztus 9-én újabb lista jelent meg további, szeptember 1-jétől érvényes átalakításokról. A portál egy egyesülettől származó értesülése szerint további hét szárnyvonalon került volna átszervezésre a személyszállítás. A MÁV a portál kérdésére válaszolt, de a listát és a szolgáltatás átalakításának hírét konkrétan nem kommentálta. A híreszteléssel ellentétben mégsem bővült a személyforgalmukat pótlóbuszokra átszervezett vasútvonalak listája.

## Története

### Előzmények
A második Gyurcsány- illetve a Bajnai-kormány alatt jelentősen megfogyatkozott mellékvonali szolgáltatás színvonalán 2010 után az Orbán-kormány azzal igyekezett javítani, hogy több bezárt vonalon újraindították a szolgáltatást, bár az ezt követő években sok vonalon olyan ritka (olykor napi 2-3 vonatpárral kiszolgált) menetrendet vezettek be, amely a vasutat életképtelenné tette más közlekedési módokkal szemben, (erre szakmai körökben olykor „alibimenetrendként” hivatkoztak, utalva ezek politikai céljára).
2020-ban újabb járatszámcsökkentés következett, amely ellen sok érintett polgármester (köztük több Fidesz által támogatott is) szót emelt. A változtatásokat a kormánybarát média és a vasúttársaság „járványmenetrendként” magyarázta, amely a világjárvány alatti utasszámcsökkenés kiadásait hivatott csökkenteni, és amely segíti, hogy a járvány első hulláma után a vonatokat a balatoni forgalomba irányítsák át. A Közlekedő Tömeg rámutatott, hogy a 34 vonalon elrendelt majdnem teljes szolgáltatásleállítás erre nem alkalmas, hiszen az intézkedések hatására ehhez túl kevés vonat szabadul fel. Az egyesület akkor arra hívta fel a figyelmet, hogy az akkor illetékes minisztérium (a Palkovics vezette ITM) valójában szárnyvonali személyszállítást elsorvasztó politikát folytat, a járványt pedig ehhez ürügyül használja.
A személyszállítási szolgáltatások 2023 nyári átszervezése idején kormányzati részről és a vasúttársaságtól is elhangzott olyan érv, miszerint arra gazdaságtalan működés illetve személyzeti és járműhiány miatt van szükség, míg a döntést vitató szakmai szervezetek szerint a megfelelő járműkarbantartás hiánya és az elhibázott ágazati stratégia vezethetett erre.

### Bejelentések
A vasútbezárások hírét először a Mátészalkaleaks civil szervezet, a vonalak listáját iho.hu közlekedési híroldal közölte.
A Városi és Elővárosi Közlekedési Egyesület (VEKE) információi szerint eredetileg 13 vonalat akart bezárni a minisztérium. Megszűnt volna még
- a 14-es (Pápa – Csorna),
- a 66-os (Villány – Mohács) és
- a 113-as (Fehérgyarmat – Zajta) vasútvonal is.

Ezek állítólag csak azért maradtak meg, mert az útvonalak jelentős eltérése miatt a vasút még mindig gyorsabb a busznál.

### A vasútbezárások elleni megmozdulások
A korábbi közlekedésért felelős államtitkár, Vitézy Dávid a vasúti szolgáltatások megszüntetésének tervét Facebook-posztjában kritizálta és ellenezte. Nagy Bálint hivatalban lévő közlekedésért felelős államtitkár szerint „Vitézy Dávidnak megártott a meleg...!”.
Számos további helyi és országos lap is megemlítette, és nemtetszését vagy burkoltan, vagy nyíltabban ki is fejtette. A komlói vonalért tevékenykedő 47. Komló-Dombóvár vasútvonal facebook közösség többször is elkeseredését fejezte ki Facebook-posztjaiban. Csach Gábor, Balassagyarmat fideszes polgármestere levélben fordult Lázár János építésügyi és közlekedési miniszterhez, hogy ne szűnjön meg a várost érintő vasúti személyszállítás. Ormai István nagyatádi polgármester Nagy Bálint közlekedési államtitkárnak írt a Nagyatád–Somogyszob-vasútvonalon történő személyszállítás megmaradása érdekében.

## A bezárások kritikája

### Szakmai kritika
A szolgáltatások változtatását egyes szakmai körök részéről heves kritika érte. Bár a vasúttársaság a személyszállítási szolgáltatások szüneteltetését járműhiányra és személyzeti létszámhiányra hivatkozva rendelte el, mindössze 4-5 járművet és nagyjából 40-50 munkavállalót tud majd átcsoportosítani, míg eközben biztosítania kell a pótlóbuszos szolgáltatás kapacitásigényét. Autóbuszos szakcsoportok szerint kérdéses, hogy hogyan lesz biztosítható elegendő klímás, alacsonypadlós busz a pótláshoz, emellett kérdéses még, hogy lesz-e elegendő buszsofőr. A bevezetett változások szakmai szervezetek szerint a MÁV szabályaiba is ütköztek, ugyanis a bejelentés és a menetrendi változtatás között mindössze 10 nap telt el.
A kritikusok szerint a bezárásra ítélt vasútvonalak 60-70%-án a személyszállítást továbbra is fenn kell tartani, hiszen a 10-ből 4 vasútvonal szakaszon van állandó tehervonatforgalom, 1 vonal kerülő útvonalként funkcionál, míg további 1 vasútvonalon időszakos teherforgalom van, ezért az infrastruktúrális költségeken a MÁV nem tud majd megtakarítani. Az érintett vonalak között szerepel villamosított is, emellett fontos elővárosi vonalak is, a személyszállítás megszűnése miatt viszont hosszú időre elveszhet a remény ezek fejlesztésére. Arra a Közlekedő Tömeg közleménye hívta fel a figyelmet, hogy a megtörtént és tervezett átszervezések több tucatnyi olyan vasútállomást is érintenek, amelyeket a Magyar Falu Program keretében nemrég újítottak fel, és amelyekre a MÁV 2 milliárd forintos állami támogatást is felhasznált. A G7 gazdasági portál eközben arra mutatott rá, hogy az átszervezéssel elérendő spórolás helyett a dízelvontatású szakaszok szükséges járműkapacitását például használt német motorvonatok beszerzésével kb. 20 milliárd forintból 15-20 évre biztosítani lehetne, viszont szerintük a MÁV nem gondoskodott időben a járműállomány frissítéséről és a meglévő járművek szakszerű karbantartásáról.
A Balassagyarmat és Losonc közti, határon átívelő vasúti személyszállítást a térség önkormányzatai kezdeményezésre mindkét országban kormányzati szinten vizsgálták. Ezt a folyamatot tartósan visszavetheti vagy elakaszthatja, ha a Balassagyarmat-Ipolytarnóc közti személyszállítás megszűnik.[forrás?] A Karcag–Tiszafüred és az Abaújszántó–Hidasnémeti szakaszoknak kiemelt turisztikai szerepe van. Ezeken a szakaszokon a párhuzamos autóbuszjáratokon kerékpárszállítás, kerekesszék szállítása nem lesz igazán kivitelezhető. A vasúti személyszállítás megszűnése a kritikák szerint térség turizmusára is nagy hatással lesz.

### Politikai kritika
A megszűnő személyszállítási szolgáltatás miatt mind a vasúttársaságot, mind a megrendelő minisztériumot érték politikai kritikák is, amelyek nagy része a Fidesz korábbi vasútpártoló álláspontját igyekszik szembeállítani a jelenlegi folyamatokkal. 2010 előtt ugyanis a Fidesz részéről Fónagy János és Navracsics Tibor is felszólalt a vasúti szárnyvonalbezárások ellen, továbbá Varga Mihály és Völner Pál is üdvözölte a 2010 után indult újranyitási folyamatokat.
A kritikák más része arra irányult, hogy a bejelentés módja (miszerint a szolgáltatások felmondását nem a megrendelő, hanem a szolgáltató tette közzé) arra utal, hogy ma a vasúti személyszállítási szolgáltatást nyújtó MÁV-Start és a szolgáltatást megrendelő minisztérium között nem tisztázottak a hatáskörök. A közlekedéspolitika kritikusai szerint a minisztériumnak lenne módja a szárnyvonali szolgáltatást a vasúti liberalizáció jegyében más szolgáltatótól megrendelni, azonban az ÉKM ezirányú tervei nem ismertek.

## Külső hivatkozások
- A MÁV Zrt. sajtóközleménye – Mavcsoport.hu, 2023. július 21.
- Kozák Dániel - Kormány: Nem történt vasúti mellékvonal-bezárás, csak “közlekedésimód-váltásra” került sor (24.hu, 2023.12.01.)
- A most leálló tíz vasúti mellékvonalból hármat éppen Orbánék nyitottak újra – Hvg.hu, 2023. július 22.
- Ami nem változott száz éve: hagyják lerohadni a vasutat, majd felújítás helyett bezárják – Hvg.hu, 2023. július 25.